# Константин Пуликовски
Константин Пуликовски е съветски и руски офицер (генерал-лейтенант) и руски държавен деец – пълномощен представител на президента на Русия в Далекоизточния федерален окръг (май 2000 – ноември 2005).

## Образование
Завършва Уляновското гвардейско висше танково командно училище (1970), Военната академия на бронетанковите войски (1982) и Генерал-щабната академия (1992).

## Биография

### Военна служба
Служи 33 години във Въоръжените сили на Съветския съюз и на Русия, заема командни длъжности в различни военни части и оперативни съединения. Военната си служба изкарва в Беларус, Туркмения, Естония и Литва.
Назначен е за командващ обединената групировка на федералните сили в Чечня (1996). Заместник-командир на войските на Северно-кавказкия военен окръг (1996 – 1997). Уволнява се от Въоръжените сили на Русия през 1997 г.

### Гражданска служба
През 1998 г. е избран за председател на Краснодарското краево отделение на Всеруското обществено движение на ветераните от локалните войни и военни конфликти „Бойно братство“, оглавено от генерал-полковник Борис Громов.
През същата година става помощник-кмет на Краснодар по работата с общинските предприятия, оглавява и комитет по благоустройството на града.
От 18 май 2000 до 14 ноември 2005 г. е пълномощен представител на Президента за Далекоизточния федерален окръг. На тази длъжност е също член на Съвета по сигурност на Русия.
От 5 декември 2005 до септември 2008 г. е директор на Федералната служба по екологичен, технологичен и атомен контрол.
На 28 ноември 2009 г. на конференция на Регионалното отделение на политическата партия „Справедлива Русия“ в Краснодарски край е избран за председател на неговия Съвет на Регионалното отделение.

## Военни и граждански звания
- генерал-лейтенант
- държавен съветник на Руската федерация 1 клас

## Награди
- Орден „За заслуги пред отечеството“ 4 степен (2003)
- Почетен орден (2005)
- Орден „За лично мъжество“
- Орден „За служба във Въоръжените сили на Русия“ 3 степен
- Орден „Данаил Московски“ (2005)

## Семейство
Женен, с 2 синове. По-големият му син е военен офицер, загинал в Чеченската война през 1995 г.
|  | Тази страница частично или изцяло представлява превод на страницата „Константин Пуликовски“ в Уикипедия на руски. Оригиналният текст, както и този превод, са защитени от Лиценза „Криейтив Комънс – Признание – Споделяне на споделеното“, а за съдържание, създадено преди юни 2009 година – от Лиценза за свободна документация на ГНУ. Прегледайте историята на редакциите на оригиналната страница, както и на преводната страница, за да видите списъка на съавторите. ВАЖНО: Този шаблон се отнася единствено до авторските права върху съдържанието на статията. Добавянето му не отменя изискването да се посочват конкретни източници на твърденията, които да бъдат благонадеждни. |